# Lijst van voetbalinterlands Nieuw-Zeeland - Thailand
Deze lijst van voetbalinterlands is een overzicht van alle officiële voetbalwedstrijden tussen de nationale teams van Nieuw-Zeeland en Thailand. De landen hebben tot op heden vijf keer tegen elkaar gespeeld. De eerste ontmoeting, een vriendschappelijke wedstrijd, werd gespeeld in Seoul (Zuid-Korea) op 18 september 1976. Het laatste duel, eveneens een vriendschappelijke wedstrijd, vond plaats op 18 november 2014 in Nakhon Ratchasima.

## Wedstrijden
| № | Plaats            | Datum             | Competitie        | Wedstrijd                | Uitslag |
| - | ----------------- | ----------------- | ----------------- | ------------------------ | ------- |
| 1 | Seoul             | 18 september 1976 | Vriendschappelijk | Nieuw-Zeeland − Thailand | 3 − 1   |
| 2 | Kuala Lumpur      | 28 oktober 1980   | Vriendschappelijk | Thailand − Nieuw-Zeeland | 1 − 1   |
| 3 | Bangkok           | 16 juni 1999      | Vriendschappelijk | Thailand − Nieuw-Zeeland | 2 − 2   |
| 4 | Bangkok           | 28 maart 2009     | Vriendschappelijk | Thailand − Nieuw-Zeeland | 3 − 1   |
| 5 | Nakhon Ratchasima | 18 november 2014  | Vriendschappelijk | Thailand − Nieuw-Zeeland | 2 − 0   |

## Samenvatting
| Competitie        | Totaal gespeeld | Winst Nieuw-Zeeland | Gelijk | Winst Thailand | Doelsaldo Nieuw-Zeeland – Thailand |
| ----------------- | --------------- | ------------------- | ------ | -------------- | ---------------------------------- |
| Vriendschappelijk | 5               | 1                   | 2      | 2              | 7 − 9                              |
| Totaal            | 5               | 1                   | 2      | 2              | 7 − 9                              |

NZF · A-internationals · Bondscoaches · Statistieken · N-Zeelands vrouwenelftal · Olympisch elftal · N-Zeeland U21 · N-Zeeland U20 · N-Zeeland U19 · N-Zeeland U18 · N-Zeeland U17
1920 – 1949 ·
1950 – 1959 ·
1960 – 1969 ·
1970 – 1979 ·
1980 – 1989 ·
1990 – 1999 ·
2000 – 2009 ·
2010 – 2019 ·
2020 − 2029
WK 1982 ·
WK 2010
OS 2008 ·
OS 2012 ·
OS 2020
1922 · 
1923 · 
1924 · 
1925–1926 ·
1927 · 
1928–1932 ·
1933 · 
1934–1935 ·
1936 · 
1937 · 
1938–1945 ·
1946 · 
1947 · 
1948 · 
1949–1950 ·
1951 · 
1952 · 
1953 ·
1954 · 
1955 · 
1956 ·
1957 · 
1958 · 
1959 · 
1960 · 
1961 · 
1962 · 
1963 ·
1964 · 
1965–1966 ·
1967 · 
1968 · 
1969 · 
1970 · 
1971 · 
1972 · 
1973 · 
1975 · 
1976 · 
1977 · 
1978 · 
1979 · 
1980 · 
1981 · 
1982 · 
1983 · 
1984 · 
1985 · 
1986 · 
1987 · 
1988 · 
1989 · 
1990 · 
1991 · 
1992 · 
1993 · 
1994 · 
1995 · 
1996 · 
1997 · 
1998 · 
1999 · 
2000 · 
2001 · 
2002 · 
2003 · 
2004 · 
2005 · 
2006 · 
2007 · 
2008 · 
2009 · 
2010 · 
2011 · 
2012 · 
2013 ·
2014 ·
2015 ·
2016 ·
2017 ·
2018 ·
2019 ·
2020 ·
2021 ·
2022 ·
2023 ·
2024
Australië ·
Bahrein ·
Botswana ·
Brazilië ·
Canada ·
Chili ·
China ·
Colombia ·
Congo-Kinshasa ·
Cookeilanden ·
Costa Rica ·
Curaçao ·
Duitsland ·
Egypte ·
El Salvador ·
Engeland ·
Estland ·
Fiji ·
Frankrijk ·
Gambia ·
Georgië ·
Ghana ·
Griekenland ·
Honduras ·
Hongarije ·
Ierland ·
India ·
Indonesië ·
Irak ·
Iran ·
Israël ·
Italië ·
Jamaica ·
Japan ·
Jordanië ·
Kenia ·
Koeweit ·
Libanon ·
Litouwen ·
Maleisië ·
Marokko ·
Mexico ·
Myanmar ·
Nieuw-Caledonië ·
Noord-Ierland ·
Noorwegen ·
Oezbekistan ·
Oman ·
Papoea-Nieuw-Guinea ·
Paraguay ·
Peru ·
Polen ·
Portugal ·
Qatar ·
Rusland ·
Salomonseilanden ·
Samoa ·
Saoedi-Arabië ·
Schotland ·
Servië ·
Singapore ·
Slovenië ·
Slowakije ·
Soedan ·
Sovjet-Unie ·
Spanje ·
Tahiti ·
Taiwan ·
Tanzania ·
Thailand ·
Trinidad en Tobago ·
Tunesië ·
Turkije ·
Uruguay ·
Vanuatu ·
Venezuela ·
Verenigde Arabische Emiraten ·
Verenigde Staten ·
Wales ·
Wit-Rusland ·
Zuid-Afrika ·
Zuid-Korea ·
Zuid-Vietnam ·
Zweden
Italië (2010) ·
Schotland (1982) · 
Slowakije (2010)
FAT · A-internationals · Bondscoaches · Statistieken · Thais vrouwenelftal · Thailand U21 · Thailand U20 · Thailand U19 · Thailand U18 · Thailand U17
1950 – 1959 · 
1960 – 1969 · 
1970 – 1979 · 
1980 – 1989 · 
1990 – 1999 · 
2000 – 2009 · 
2010 – 2019 ·
2020 − 2029
Asian Cup 1972 ·
Asian Cup 1992 · 
Asian Cup 1996 · 
Asian Cup 2000 · 
Asian Cup 2004 · 
Asian Cup 2007
OS 1956 · 
OS 1968
1956 · 
1957 · 
1958 · 
1959 · 
1960 · 
1961 · 
1962 · 
1963 · 
1964 · 
1965 · 
1966 · 
1967 · 
1968 · 
1969 · 
1970 · 
1971 · 
1972 · 
1973 · 
1974 · 
1975 · 
1976 · 
1977 · 
1978 · 
1979 · 
1980 · 
1981 · 
1982 · 
1983 · 
1984 · 
1985 · 
1986 · 
1987 · 
1988 · 
1989 · 
1990 · 
1991 · 
1992 · 
1993 · 
1994 · 
1995 · 
1996 · 
1997 · 
1998 · 
1999 · 
2000 · 
2001 · 
2002 · 
2003 · 
2004 · 
2005 · 
2006 · 
2007 · 
2008 · 
2009 · 
2010 · 
2011 · 
2012 · 
2013 ·
2014 ·
2015 ·
2016 ·
2017 ·
2018 ·
2019 ·
2020 ·
2021 ·
2022 ·
2023
Afghanistan ·
Australië ·
Bahrein ·
Bangladesh ·
Bhutan ·
Brazilië ·
Brunei ·
Bulgarije ·
Cambodja ·
China ·
Congo-Brazzaville ·
Denemarken ·
Duitsland ·
Egypte ·
Estland ·
Faeröer ·
Filipijnen ·
Finland ·
Gabon ·
Georgië ·
Ghana ·
Hongkong ·
India ·
Indonesië ·
Irak ·
Iran ·
Israël ·
Japan ·
Jemen ·
Jordanië ·
Kameroen · 
Kazachstan ·
Kenia ·
Kirgizië ·
Koeweit ·
Laos ·
Letland ·
Libanon ·
Liberia ·
Libië ·
Liechtenstein ·
Luxemburg ·
Macau ·
Malediven ·
Maleisië ·
Malta ·
Marokko ·
Myanmar ·
Nederland ·
Nepal ·
Nieuw-Zeeland ·
Nigeria ·
Noord-Ierland ·
Noord-Korea ·
Noorwegen ·
Oezbekistan ·
Oman ·
Oost-Timor ·
Pakistan ·
Palestina ·
Papoea-Nieuw-Guinea ·
Polen ·
Qatar ·
Saoedi-Arabië ·
Singapore ·
Slowakije ·
Sri Lanka ·
Suriname ·
Syrië ·
Taiwan ·
Tadzjikistan ·
Trinidad en Tobago ·
Turkmenistan ·
Uruguay ·
Verenigde Arabische Emiraten ·
Verenigde Staten ·
Vietnam ·
Zuid-Afrika ·
Zuid-Korea ·
Zuid-Vietnam ·
Zweden